# Trichosteleum smithii
Trichosteleum smithii är en bladmossart som beskrevs av Edwin Bunting Bartram 1936. Trichosteleum smithii ingår i släktet Trichosteleum och familjen Sematophyllaceae. Inga underarter finns listade i Catalogue of Life.